# رنتسو زوردزی
رنتسو زوردزی (ایتالیایی: Renzo Zorzi؛ ‏تلفظ در ایتالیایی: [ˈrɛntso]؛ ‏ زادهٔ ۱۲ دسامبر ۱۹۴۶ در زیانو دفیمه، درگذشتهٔ ۱۵ مهٔ ۲۰۱۵ در ماجنتا، لمباردی) رانندهٔ مسابقات اتومبیل‌رانی فرمول یک اهل ایتالیا بود که از فصل ۱۹۷۵ تا ۱۹۷۷ در مجموع در هفت گراند پری شرکت کرد.
او در طول دوران فعالیت خود در فرمول یک تنها ۱ امتیاز را به نام خود به‌ثبت رساند.
زوردزی در ۱۵ مهٔ ۲۰۱۵ در ماجنتا، لمباردی درگذشت.